# Acalolepta marianarum
Acalolepta marianarum es una especie de escarabajo longicornio del género Acalolepta, tribu Monochamini, subfamilia Lamiinae. Fue descrita científicamente por Aurivillius en 1908.
Se distribuye por las islas Marianas. Mide aproximadamente 14,5-33 milímetros de longitud. El período de vuelo de esta especie ocurre en los meses de enero, marzo, abril, mayo, julio, septiembre, octubre, noviembre y diciembre.